# جائزة ألمانيا الكبرى 1993
جائزة ألمانيا الكبرى 1993 هو سباق فورمولا 1 أقيم بتاريخ 25 يوليو 1993 في حلبة هوكنهايم، بادن-فورتمبيرغ، ألمانيا. كان العاشر من أصل 16 في بطولة العالم لسباقات الفورمولا واحد موسم 1993. حلّ الفرنسي ألن بروست أولا بينما جاء الألماني مايكل شوماخر في المركز الثاني وحصل على المركز الثالث البريطاني مارك بلونديل.